# カステルフランチ
カステルフランチ（伊: Castelfranci）は、イタリア共和国カンパニア州アヴェッリーノ県にある、人口約2,000人の基礎自治体（コムーネ）。

## 地理

### 位置・広がり

#### 隣接コムーネ
隣接するコムーネは以下の通り。
- モンテマラーノ
- ヌスコ
- パテルノーポリ
- トレッラ・デイ・ロンバルディ